# Georges Larpent
Georges Larpent est un colonel et militant de l'Action française né le 25 février 1866 à Utrecht et mort le 11 mars 1943 à Paris. Il est membre de la Ligue Française d'épuration, d'entraide sociale et de collaboration européenne et collabore avec l'Allemagne nazie pendant la Seconde Guerre mondiale.

## Biographie
Ex-colonel dans l'artillerie française et militant d'extrême droite, Georges Larpent entreprend de contester l’innocence d'Alfred Dreyfus en publiant un Précis sur l'Affaire Dreyfus avec un ami officier Frédéric Delebecque,. 

De sensibilité bonapartiste,  il écrit Si le coup de force est possible sous le pseudonyme collectif Henri Dutrait-Crozon avec Frédéric Delebecque, et Charles Maurras.

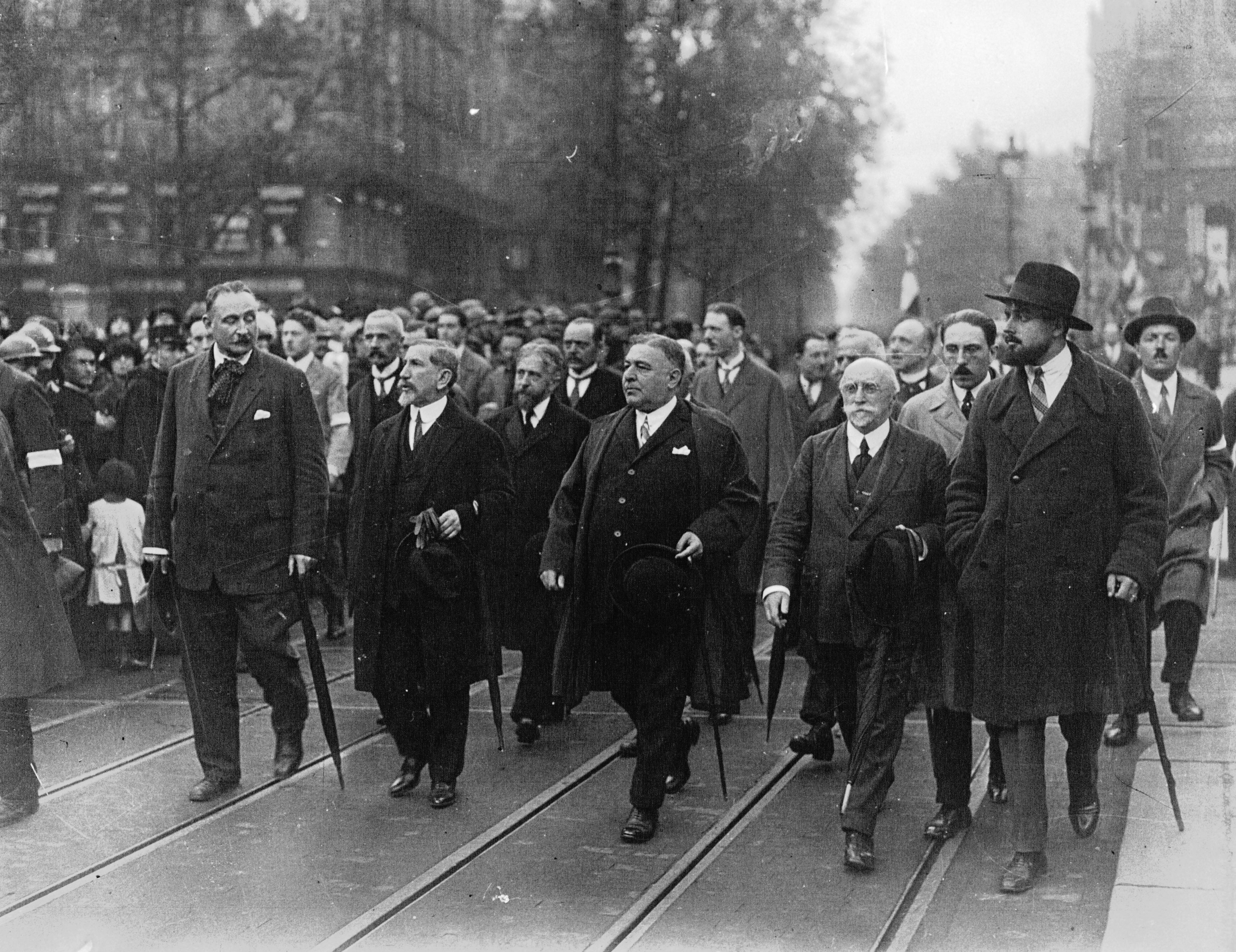
Georges Larpent lors d'un défilé de Jeanne d'Arc en 1927 (deuxième rang à gauche de Charles Maurras)

A partir de 1924, le colonel Larpent tient la chronique de défense et couvre les questions militaires dans L'Action française.
Il est nommé secrétaire général de l'Action française en 1926,.
Durant l'entre-deux-guerres, Georges Larpent salue les positions développées par Charles de Gaulle dans son livre Vers l'armée de métier en le commentant favorablement dans L'Action française.
En avril 1930, il est nommé gérant de la Société française des périodiques illustrés, qui édite entre autres Le Charivari,.
En 1939, il refuse de signer la lettre de soumission de Maurras au pape.
Pendant la Seconde Guerre mondiale, il s'engage pour la collaboration avec l'Allemagne nazie. Il est membre de la Ligue française (collaborationniste).
Los de son décès, l'auteur collaborationniste Lucien Rebatet lui rend hommage,.

## Distinctions
- Officier de la Légion d'honneur[15]

## Œuvres
- 1905 : Joseph Reinach historien : révision de l'histoire de l'affaire Dreyfus sous le pseudonyme Henri Dutrait-Crozon
- 1909 : Précis de l'Affaire Dreyfus sous le pseudonyme Henri Dutrait-Crozon
- 1910 : Si le coup de force est possible sous le pseudonyme Henri Dutrait-Crozon
- 1916 : Gambetta et la défense nationale, 1870-1871 sous le pseudonyme Henri Dutrait-Crozon
- 1925 : L'affaire Philippe Daudet d'après le réquisitoire Scherdlin, le Procureur Général au secours des assassins
- 1926 : Pour connaitre Charles Maurras ; réponse à des diffamateurs
- 1930 : Les leçons de l'affaire Dreyfus : cours professé à l'Institut d'Action française du 27 avril au 7 mai 1929